# Implantul (Star Trek: Deep Space Nine)
„Implantul”  este cel de-al 42-lea episod din serialul de televiziune SF Star Trek: Deep Space Nine. Este cel de-al 22-lea episod din cel de-al doilea sezon. Episodul a fost difuzat la televiziune pe 9 mai 1994.
Plasat în secolul al XXIV-lea, serialul urmărește aventurile de pe Deep Space Nine, o stație spațială situată în apropierea unei găuri de vierme stabile între cadranele Alfa și Gamma ale galaxiei Calea Lactee, în apropierea planetei Bajor. Acest episod este primul care explorează povestea personajului Garak, un fost spion cardassian căzut în dizgrație, care trăiește în exil ca croitor pe Deep Space Nine.
„Implantul” a fost scris de Robert Hewitt Wolfe și regizat de Kim Friedman și a fost difuzat pe 9 mai 1994. Printre starurile invitate se numără Andrew J. Robinson în rolul lui Garak, Ann Gillespie în rolul asistentei Jabara, Jimmie F. Skaggs în rolul lui Boheeka și Paul Dooley în rolul lui Tain.

## Prezentare
La întâlnirea săptămânală de la prânz cu Dr. Julian Bashir, Garak pare să aibă dureri de cap puternice, dar refuză să îi permită lui Bashir să îl ajute. Mai târziu, îl aude pe Garak discutând despre o înțelegere cu barmanul Quark. A doua zi, Garak se prăbușește de durere după ce a băut mult, iar Bashir îl duce la infirmerie.
Bashir descoperă că Garak are un fel de implant în creier. El și ofițerul Odo îl observă pe Quark încercând să comande o piesă de biotehnologie cardassiană, care se dovedește a fi secretizată de Ordinul Obsidian, temuta agenție de informații cardassiană.
Garak îi dezvăluie în cele din urmă lui Bashir că implantul i-a fost dat de fostul șef al Ordinului Obsidian, Enabran Tain. Acesta a fost conceput pentru a-l face rezistent la tortură, dar l-a folosit pentru a face față durerii de a trăi în exil, devenind dependent de el, iar acum se strică din cauza utilizării excesive. Garak susține că își merită pedeapsa și povestește cum a distrus odată o navă în care se aflau 98 de cardassieni, inclusiv ajutorul său, Elim.
Bashir oprește implantul, iar Garak devine extrem de agitat. El explică faptul că, în loc să-l ucidă pe Elim, a fost exilat pentru că a eliberat un grup de copii bajorani pe care trebuia să-i interogheze. După ce își exprimă disprețul față de prietenia sa cu Bashir, Garak își pierde din nou cunoștința.
Chiar și cu implantul dezactivat, Garak este încă pe moarte. Bashir se gândește să repornească implantul pentru a-l salva. Garak refuză și decide să-i spună lui Bashir „adevărul”: Elim nu a fost ajutorul lui Garak, ci prietenul său din copilărie. Cei doi au fost amândoi oameni puternici în Ordinul Obsidian până când Garak a încercat să-i însceneze lui Elim eliberarea prizonierilor bajorani, dar Elim l-a învins pe Garak și acesta a fost exilat.
Bashir îl caută pe Enabran Tain pentru a-i cere ajutorul. Tain îi spune lui Bashir că, dacă ar fi fost cu adevărat prietenul lui Garak, l-ar fi lăsat pe Garak să moară; cu toate acestea, este de acord să-i ofere lui Bashir informațiile necesare pentru a contracara efectele implantului. Înainte de a pleca, Bashir îl întreabă pe Tain ce s-a întâmplat cu adevărat cu Elim. Tain râde și explică faptul că Elim este prenumele lui Garak.
După ce își revine, Garak își reia prânzul săptămânal cu Bashir. El spune că a auzit un zvon ciudat: Odo crede că Garak a fost cândva membru al Ordinului Obsidian. Presat să dea „răspunsuri adevărate”, Garak îi spune doctorului că toate poveștile sale au fost adevărate - mai ales minciunile.

## Primire
Michelle Erica Green, recenzând episodul pentru TrekNation, a considerat că episodul „a funcționat” datorită actorilor, în ciuda unor reticențe legate de ritm și poveste, și a descris relația dintre Bashir și Garak ca fiind un „flirt”. Zack Handlen de la The A.V. Club a lăudat episodul pentru complexitatea sa și pentru modul în care reușește să schimbe perspectiva asupra lui Garak fără să pară că motivele personajelor s-au schimbat doar din cauza capriciilor scenariștilor. De asemenea, a fost mulțumit de faptul că episodul i-a oferit lui Bashir o provocare demnă de talentul său. Keith R.A. DeCandido, recenzând episodul pentru Tor.com în 2013, i-a acordat o notă de 8 din 10, spunând că a fost o vitrină pentru Garak și Bashir.
În 2014, Gizmodo a clasat „The Wire” ca fiind al 49-lea cel mai bun episod al francizei Star Trek, din peste 700 de episoade realizate până la acel moment.